# Psychotria concolor
Psychotria concolor là một loài thực vật có hoa trong họ Thiến thảo. Loài này được Benth. & Oerst. miêu tả khoa học đầu tiên năm 1852.